# Gebel Dosha
Gebel Dosha es un promontorio de arenisca situado en la orilla occidental del río Nilo entre Soleb y Sedeinga en el Estado Norte de Sudán. Cuenta con un speos de Tutmosis III, similar al contemporáneo Templo de Ellesiya, así como varias estelas e inscripciones rupestres de la época del Imperio Nuevo de Egipto.

## La capilla
La capilla, excavada en la roca, que domina el Nilo, contiene inscripciones parcialmente perdidas de Tutmosis III. En la pared inferior de la capilla hay tres estatuas sentadas, desfiguradas en gran parte.

## Inscripciones rupestres y estelas

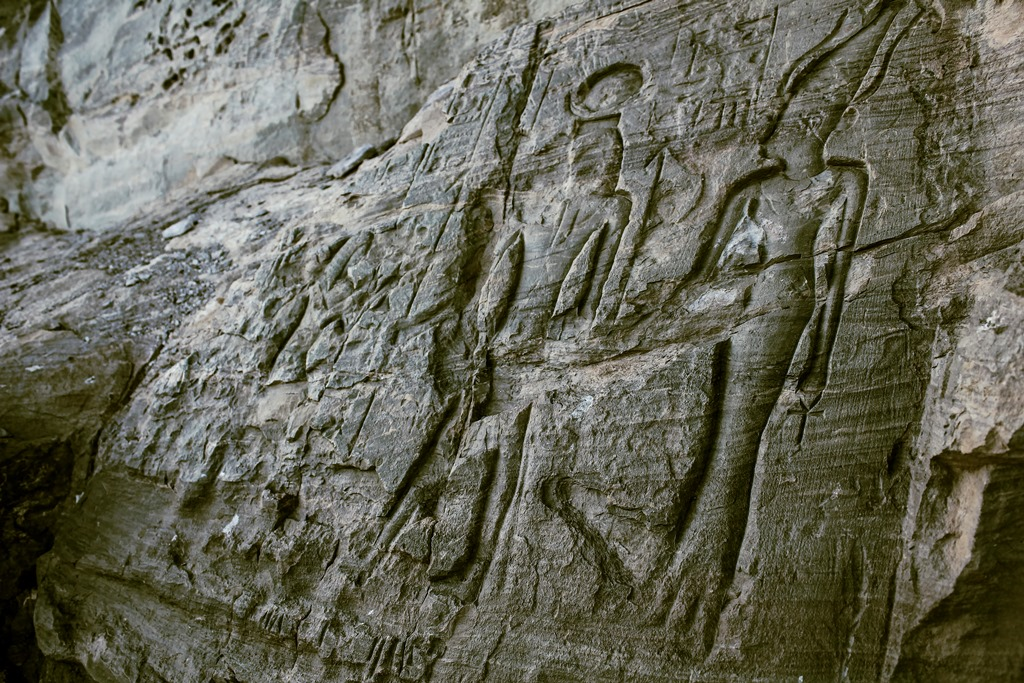
Amenemopet con ofrenda a un dios lunar y a la diosa Satet

A principios del periodo ramésida se añadieron varias estelas, la mayoría comisionadas por el Virrey de Kush Amenemopet. Una de las estelas muestra a Seti I haciendo ofrendas a los dioses Jnum, Satet y Anuket. Otra estela, realizada en bajorrelieve, muestra una ofrenda de un Amenemopet arrodillado a un dios lunar y a la diosa Satet. Varios grupos de figuras andando con paso firme están talladas en la roca.